# Kalevi Oikarainen
Kalevi Oikarainen, född den 27 april 1936 i Kuusamo, död den 14 augusti 2020, var en finländsk längdåkare som tävlade under 1960- och 1970-talen. Hans främsta merit var guldet på 50 kilometer vid VM i Vysoké Tatry 1970.